# Kurt Birkle
| Odkryte planetoidy: 9 | Odkryte planetoidy: 9 |
| --------------------- | --------------------- |
| (5879) Almeria        | 8 lutego 1992         |
| (14856) 1989 SY13     | 26 września 1989      |
| (26825) 1989 SB14     | 26 września 1989      |
| (29163) 1989 SF14     | 26 września 1989      |
| (30803) 1989 SG14     | 26 września 1989      |
| (46550) 1989 SZ13     | 26 września 1989      |
| (175661) 1989 SC14    | 26 września 1989      |
| (251654) 1993 RB15    | 15 września 1993      |
| (322612) 1989 SA14    | 26 września 1989      |
| 1. 2. 3.              |                       |

Kurt Birkle (ur. 8 stycznia 1939, zm. 1 stycznia 2010) – niemiecki astronom.

## Życiorys
Od 1969 roku pracował w obserwatorium Landessternwarte Heidelberg-Königstuhl w Heidelbergu, później przeniósł się do nowo utworzonego instytutu Max-Planck-Institut für Astronomie w tym samym mieście. Pełnił rolę decyzyjną w sprawie wyboru najlepszego miejsca pod budowę planowanego obserwatorium w rejonie Morza Śródziemnego. Po podjęciu decyzji o budowie obserwatorium na górze Calar Alto w Hiszpanii kierował wraz z hiszpańskimi kolegami jego budową. Od 1973 do 1998 roku był dyrektorem Niemiecko-Hiszpańskiego Centrum Astronomicznego, które zarządza tym obserwatorium, a jest wspólnym przedsięwzięciem Max-Planck-Institut für Astronomie i hiszpańskiego instytutu Instituto de Astrofísica de Andalucía. Birkle był także ekspertem w dziedzinie astrofotografii, zajmował się głównie badaniem komet i aktywnych galaktyk. W 1998 roku wrócił do Heidelbergu i poświęcił się całkowicie pracy naukowej. Na emeryturę przeszedł w 2003 roku, choć później zajmował się jeszcze stworzeniem archiwum cyfrowego z płyt fotograficznych z obu obserwatoriów, w których wcześniej pracował. Zmarł tragicznie w wypadku samochodowym.
W latach 1989–1993 wspólnie z innymi niemieckimi astronomami odkrył 9 planetoid.
W uznaniu jego pracy jedną z planetoid nazwano (4803) Birkle.